# 花堂駅
花堂駅（はなんどうえき）は、福井県福井市花堂北一丁目にある、福井鉄道福武線の駅である。駅番号はF17。

## 歴史
- 1925年（大正14年）7月26日：福武電気鉄道の兵営駅（現・神明駅） - 福井市駅（後の福井新駅、現・赤十字前駅）間開通に伴い開業[3][4][1][2]。
- 1945年（昭和20年）8月1日：福井鉄道設立に伴い、同社の福武線の駅となる[3]。
- 1950年（昭和25年）7月12日：当駅 - 福井新間が複線化される[2][3]。
- 1977年（昭和52年）
  - 6月1日：貨物取扱を廃止[2]。
  - 9月1日：駅業務を廃止、無人化（無人駅）[2]。

## 駅構造
相対式ホーム2面2線を有する地上駅で無人駅である。かつて、貨物取扱があった頃は2面4線を持つ貨物駅を兼ねる旅客駅で、ホーム裏側にかつての側線の跡が残されている。
当駅からたけふ新方面が単線となっている。また、ポイントは福井鉄道の列車交換可能駅で見られるトンネル形のスノーシェルターが設置されている。
| のりば              | 路線                                 | 方向 | 行先                         |
| ------------------- | ------------------------------------ | ---- | ---------------------------- |
| 福井方面 （駅舎側） | ■福武線 （フェニックス田原町ライン） | 下り | 赤十字前・福井駅・田原町方面 |
| 武生方面 （東側）   | ■福武線 （フェニックス田原町ライン） | 上り | 浅水・西鯖江・たけふ新方面   |

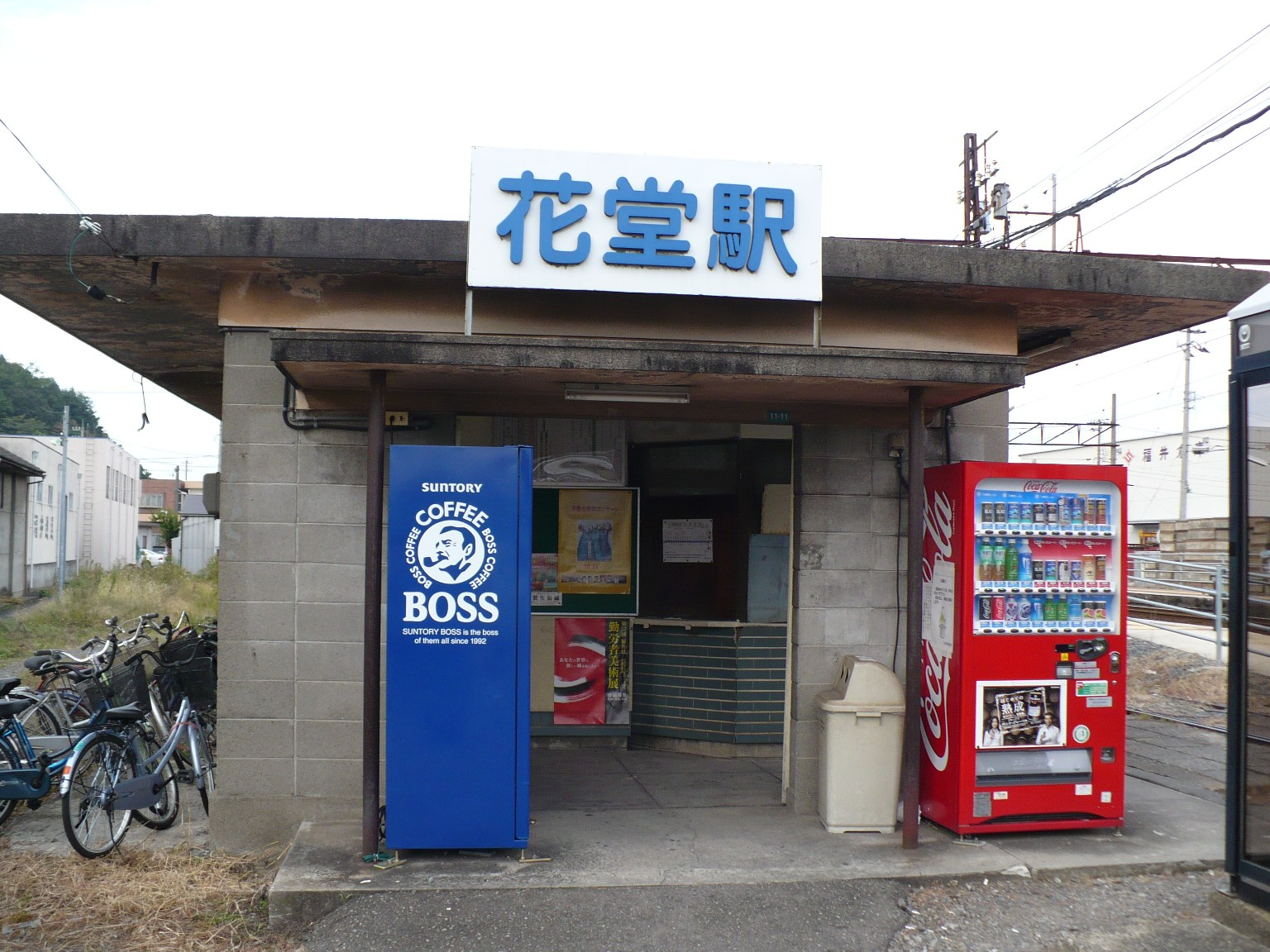
改修前の駅舎（2007年10月）
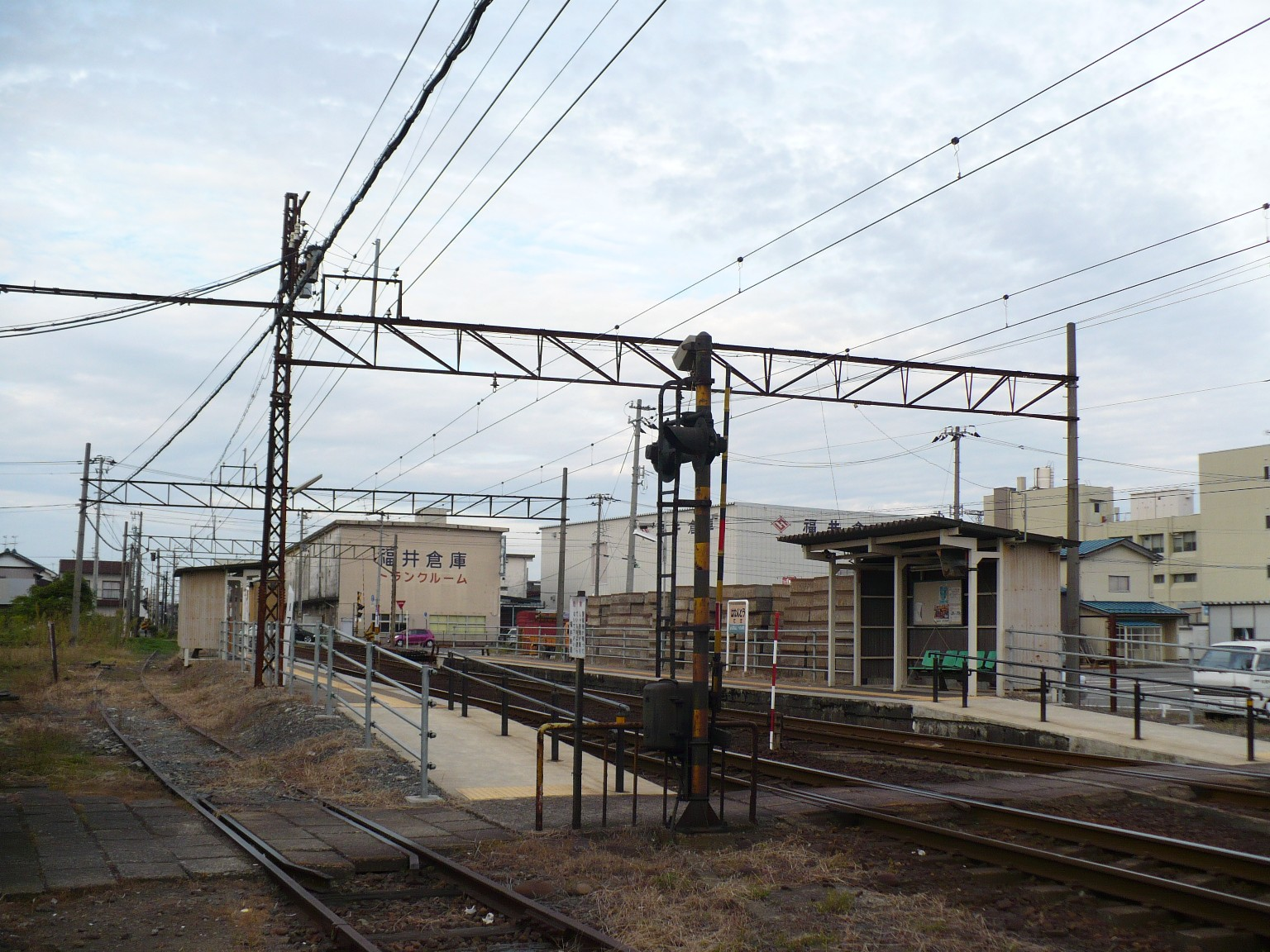
ホーム（2007年10月）
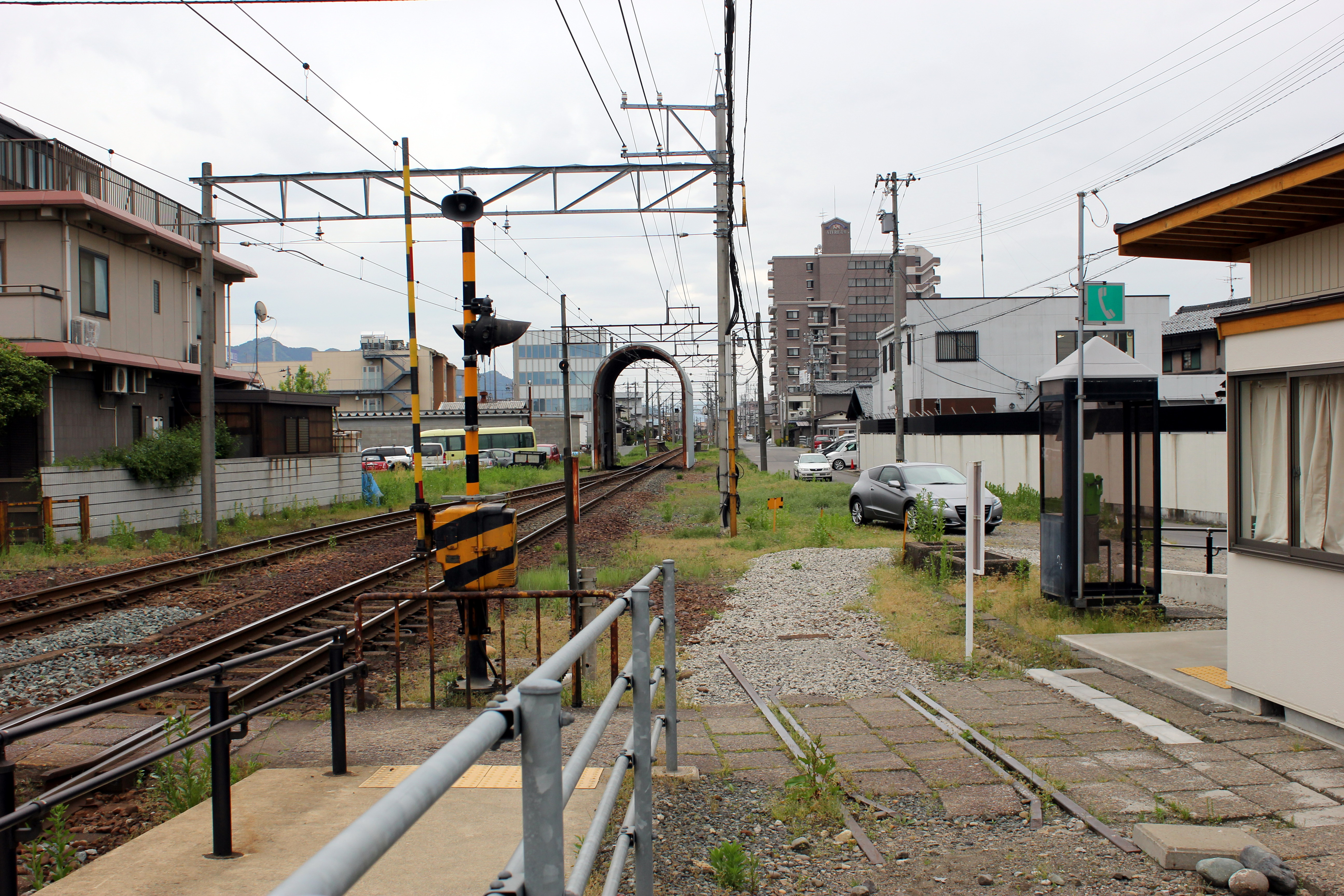
鯖江方面を望む（2013年5月）

## 利用状況
- 花堂駅の利用状況の変遷を下表に示す。
  - 輸送実績（乗車人員）の単位は人であり、年度での総計値を示す。年度間の比較に適したデータである。
  - 乗降人員調査結果は任意の1日における値（単位：人）である。調査日の天候・行事等の要因によって変動が大きいので年度間の比較には注意を要する。
  - 表中、最高値を赤色で、最高値を記録した年度以降の最低値を青色で、最高値を記録した年度以前の最低値を緑色で表記している。

| 年 度              | 当駅分輸送実績（乗車人員）：人／年度 | 当駅分輸送実績（乗車人員）：人／年度 | 当駅分輸送実績（乗車人員）：人／年度 | 当駅分輸送実績（乗車人員）：人／年度 | 乗降人員調査結果 人／日 | 乗降人員調査結果 人／日 | 特記事項 |
| ------------------ | ------------------------------------ | ------------------------------------ | ------------------------------------ | ------------------------------------ | ----------------------- | ----------------------- | -------- |
| 年 度              | 通勤定期                             | 通学定期                             | 定期外                               | 合 計                                | 調査日                  | 調査結果                | 特記事項 |
| 2004年（平成16年） | 1,344                                | 4,770                                | 9,289                                | 15,403                               |                         |                         |          |
| 2005年（平成17年） |                                      |                                      |                                      |                                      |                         |                         |          |
| 2006年（平成18年） |                                      |                                      |                                      |                                      |                         |                         |          |
| 2007年（平成19年） | 1,308                                | 1,920                                | 8,493                                | 11,721                               |                         |                         |          |
| 2008年（平成20年） |                                      |                                      |                                      |                                      |                         |                         |          |
| 2009年（平成21年） |                                      |                                      |                                      |                                      |                         |                         |          |

## 駅周辺
駅周辺は古くから運送会社と倉庫と繊維関連工場が多い。
南東方約300 mにハピラインふくい線並びに西日本旅客鉄道（JR西日本）越美北線（九頭竜線）の越前花堂駅が、北東方約400 mに日本貨物鉄道（JR貨物）南福井駅がそれぞれある。駅のすぐ西をフェニックス通り（福井県道229号福井鯖江線＝旧国道8号）が南北に走り、沿道は商店が立ち並ぶ。
1970年代まで、近隣の倉庫と染料会社と石油タンク等への複数の専用線があった。国鉄武生駅より連絡線を介して福武線に乗入れた貨物列車が複数の専用線へ乗入れていた。福井倉庫へは武生方上りホーム裏手の側線から乗入れる形で専用線が分岐していた。福井倉庫専用線の廃止後の廃線跡は倉庫の福武線向かい側と線路南側の出入柵と駅北東側踏切路面に廃線跡の名残を色濃く残している。
- 福井市消防局南消防署
- 国土交通省中部運輸局福井運輸支局
  - 自動車技術総合機構中部検査部福井事務所
- 福井信用金庫 花堂支店、春日支店

## 隣の駅
福井鉄道
■福武線
■急行・■区間急行・■臨時急行
通過
■普通
ベル前駅 (F16) - 花堂駅 (F17) - 赤十字前駅 (F18)